# Ascalenia acaciella
Ascalenia acaciella ist ein Schmetterling (Nachtfalter) aus der Familie der Chrysopeleiidae.

## Merkmale
Die Falter erreichen eine Flügelspannweite von 6 bis 8 Millimeter. Kopf, Thorax und Tegulae glänzen graubraun. Die Spitzen der Schuppen sind hier heller. Die Fühler sind grau. Die Vorderflügel sind zeichnungslos und dunkelgrau und durch die helleren Spitzen der Schuppen gesprenkelt. Die Fransenschuppen sind grau. Die Hinterflügel sind ebenfalls grau.
Bei den Männchen ist der Uncus lang, sehr schmal und gebogen. Die Valven sind in den ersten beiden Dritteln bauchig, das letzte Drittel ist parallelwandig und hat einen quadratischen Apex. An der inneren Oberfläche befindet sich eine Gruppe langer Borsten. Am Apex sind die Borsten kurz und leicht gekrümmt. In der Nähe der Basis befindet sich eine einzelne große und gekrümmte Borste. Der Aedeagus ist nahezu gerade, er verjüngt sich distal und ist schräg abgeplattet. Die Genitalarmatur ähnelt der von Ascalenia antiqua, unterscheidet sich aber durch den langen schmalen Uncus und die quadratischen Spitzen der Valven.
Bei den Weibchen ist die schlitzförmige Ausbuchtung des siebenten Sternits groß und hat hinten ein schmales Band. Die Falte des sechsten Sternits ist groß und dreieckig und hat in der Mitte eine kurze Furche. Das Ostium ist an der Seite von großen, halbkreisförmigen Schildchen umgeben. Diese haben eine netzförmige Struktur und in der Mitte eine Gruppe von Nadeln. Zwei kleinere halbkreisförmige benadelte Bereiche liegen an der Ausbuchtung des siebenten Sternits. Der Ductus bursae ist lang und am Ostium breit. Anschließend verjüngt er sich und weitet sich allmählich in Richtung Corpus bursae. Das sklerotisierte Längsband ist schmal und weitet sich in Richtung Corpus bursae. Dieser ist klein und eiförmig, hat eine netzförmige Struktur und ist mit großen, gekrümmten, hornartigen Signa versehen.

### Ähnliche Arten
Ascalenia acaciella kann von Ascalenia vanella und Ascalenia vanelloides anhand der einfarbigen Vorderflügel unterschieden werden.

## Verbreitung
Ascalenia acaciella ist auf den Kanarischen Inseln (La Gomera), auf Malta, in Nordafrika sowie im Nahen- und Mittleren Osten beheimatet. Im Osten reicht das Verbreitungsgebiet bis Afghanistan und Pakistan.

## Biologie
Die Raupen entwickeln sich in den Blütenköpfen der Süßen Akazie (Acacia farnesiana), der Schrecklichen Akazie (Acacia karroo) und der Schirmakazie (Acacia tortilis). Sie verpuppen sich in einem transparenten Kokon der mit Raupenkot bedeckt ist. Die Falter werden fast während des gesamten Jahres gefunden, vermutlich bildet die Art mehrere aufeinanderfolgende Generationen.

## Systematik
Es sind folgende Synonyme bekannt:
- Scythris tergipunctella Turati, 1924
- Scythris maculatella Lucas, 1937
- Tischeria nouiciata Gozmany, 1960

## Belege
1. 1 2 3 4 5 6 7  J. C. Koster, S. Yu. Sinev: Momphidae, Batrachedridae, Stathmopodidae, Agonoxenidae, Cosmopterigidae, Chrysopeleiidae. In: P. Huemer, O. Karsholt, L. Lyneborg (Hrsg.): Microlepidoptera of Europe. 1. Auflage. Band 5. Apollo Books, Stenstrup 2003, ISBN 87-88757-66-8, S. 179 (englisch).
2. ↑  J. C. Koster: Notes on the Cosmopterigidae (Lepidoptera) of Afghanistan and Jammu & Kashmir, India with description of two new species. In: Zoologische Mededelingen. Band 82, Nummer 12, 2008, S. 91–102, (Volltext abrufbar).
3. ↑  Ascalenia acaciella bei Fauna Europaea. Archiviert vom Original im Internet Archive. Abgerufen am 4. April 2012
4. ↑  Friedrich Kasy (1969): Vorläufige Revision der Gattung Ascalenia WOCKE (Lepidoptera, Walshiidae). Annalen des Naturhistorischen Museums Wien 73: S. 339–375 (zobodat.at [PDF]).